# 森田光一
森田 光一（もりた こういち、1952年12月21日 - ）は、日本の政治家。埼玉県東松山市長（4期）。

## 来歴
埼玉県東松山市高坂に生まれる。埼玉県立熊谷高等学校、埼玉大学教育学部、中央工学校測量科卒業。
森田光一測量登記事務所を開業。1995年（平成7年）4月、東松山市議会議員に初当選。
2003年（平成15年）4月、埼玉県議会議員選挙に無所属で立候補し、自民党現職ら2候補を破り初当選した。2007年の県議選は自民党公認で立候補し無投票で再選。
2010年（平成22年）8月1日に行われた東松山市長選挙に立候補し、元市議の松坂喜浩ら4候補を破り初当選した。
※当日有権者数：71,475人 最終投票率：52.58%（前回比：pts）
| 候補者名 | 年齢 | 所属党派 | 新旧別 | 得票数   | 得票率 | 推薦・支持 |
| -------- | ---- | -------- | ------ | -------- | ------ | ---------- |
| 森田光一 | 57   | 無所属   | 新     | 13,537票 | 36.40% |            |
| 松坂喜浩 | 49   | 無所属   | 新     | 10,191票 | 27.41% |            |
| 竹森郁   | 39   | 無所属   | 新     | 5,221票  | 14.04% |            |
| 鈴木健一 | 42   | 無所属   | 新     | 4,814票  | 12.95% |            |
| 新井勝   | 60   | 無所属   | 新     | 3,421票  | 9.20%  |            |

2014年（平成26年）、松坂喜浩（連合埼玉推薦）との一騎打ちを制し再選。
※当日有権者数：72,199人 最終投票率：47.56%（前回比：－5.02pts）
| 候補者名 | 年齢 | 所属党派 | 新旧別 | 得票数   | 得票率 | 推薦・支持 |
| -------- | ---- | -------- | ------ | -------- | ------ | ---------- |
| 森田光一 | 61   | 無所属   | 現     | 18,921票 | 55.80% |            |
| 松坂喜浩 | 53   | 無所属   | 新     | 14,989票 | 44.20% |            |

2018年（平成30年）、東京大学教授の安冨歩を破り3選。
※当日有権者数：74,264人 最終投票率：35.98%（前回比：−11.58pts）
| 候補者名 | 年齢 | 所属党派 | 新旧別 | 得票数   | 得票率 | 推薦・支持                 |
| -------- | ---- | -------- | ------ | -------- | ------ | -------------------------- |
| 森田光一 | 65   | 無所属   | 現     | 19,094票 | 72.74% | （推薦）自由民主党・公明党 |
| 安冨歩   | 55   | 無所属   | 新     | 7,154票  | 27.26% |                            |

2022年(令和4年) 、新人で、元市議会議員の高田正人を破り4選。

## 市政・人物
- 2021年（令和3年）7月1日、LGBTなど性的少数者のカップルが婚姻に相当する関係にあると認める「パートナーシップ宣誓制度」を導入した[10]。
- 2022年（令和4年）5月27日、同居家族の新型コロナウイルス感染が判明し、PCR検査を受けたところ、自身の感染が確認された[11]。